# Lucrezia Borgia (film, 1912)
Lucrezia Borgia je italský němý historický film z roku 1912, režírovaný Gerolamem Lo Saviem. V hlavní roli Lucrezie Borgie se objevila Vittoria Lepanto.

## Obsazení
- Vittoria Lepanto: Lucrezia Borgia
- Achille Vitti
- Gustavo Serena
- Giovanni Pezzinga: Cesare Borgia